# Hrabstwo Bland

Piramida wieku hrabstwa

Hrabstwo Bland – hrabstwo w USA, w stanie Wirginia, według spisu z 2000 roku liczba ludności wynosiła 6 871. Siedzibą hrabstwa jest Bland.

## Geografia
Według spisu hrabstwo zajmuje powierzchnię 929 km², z czego 929 km² stanowią lądy, a 0 km² – wody.

### CDP
- Bland